# Emanuel Löw
Emanuel Löw (* 3. April 1834 in Benken (heute Biel-Benken); † 24. September 1908 in Arlesheim) war ein Politiker des Schweizer Kantons Basel-Landschaft.
Er studierte Rechtswissenschaften in Basel und Berlin und wurde Bezirksgerichtsschreiber in Arlesheim und selbständiger Rechtsanwalt. Der Demokratischen Bewegungspartei stand er nahe und war 1858 einer der Mitbegründer der Studentenverbindung Helvetia, die sich „für das Volk und gegen die Herren“ einsetzte. 1866 bis 1869 und 1882 bis 1893 war er im Landrat. Des Weiteren war er 1868 bis 1869 im Ständerat und 1869 bis 1875 im Nationalrat – in der Fraktion der Linken. 1886 bis 1898 war er Statthalter von Arlesheim.